# Парадиз (кінокомпанія)
«Парадиз» — російський продюсерський центр, який займається виробництвом художніх і анімаційних фільмів, у співпраці з продюсерами і сценаристами.
Продюсерський центр «Парадиз» входить до Групи компаній «Парадиз», в яку також входять: дистрибуційна кінокомпанія «Парадіз Відео», журнал «Ролан», мережі кінотеатрів «Ролан» і «П'ять зірок», виставкова галерея «Парадиз», кінофестивалі «Вікно в Європу» (Виборг), Московський міжнародний кінофестиваль дітей та юнацтва, два телеканали в Вірменії та один супутниковий телеканал в США і Південній Америці.
Найбільш відомі фільми, вироблені кінокомпанією: «Сволота», «Платон», «Монтана», «Руд і Сем», «Кукарача».

## Кінофільми
| фільм                          | Дата виходу в прокат | Збори в Росії і СНД | Дата прем'єри на ТБ | Телеканал            | Рейтинг / частка |
| ------------------------------ | -------------------- | ------------------- | ------------------- | -------------------- | ---------------- |
| Слухач                         | 29 грудня 2004       | 2 млн руб.          | 11 вересня 2005     | Шаблон:Россия Росія  | 5.3 / 18.1       |
| Сволота                        | 1 лютого 2006        | 272 млн руб.        | 1 березня 2008      | Шаблон:Россия РЕН ТВ | 3.6 / 9.6        |
| Зухвалі дні                    | 5 квітня 2007        | 88 млн руб.         | 31 березня 2012     | Шаблон:Россия перець | немає даних      |
| Руд і Сем                      | 29 листопада 2007    | 26 млн руб.         | 7 січня 2009        | Шаблон:Россия перший | 7.1 / 19.0       |
| Монтана                        | 7 лютого 2008        | 71 млн руб.         | 17 жовтня 2009      | Шаблон:Россия РЕН ТВ | немає даних      |
| Платон                         | 20 листопада 2008    | 141 млн руб.        | 23 листопада 2011   | Шаблон:Россия РЕН ТВ | немає даних      |
| Доросла дочка, або тест на ... | 15 липня 2010        | 21 млн руб.         | 21 травня 2011      | Шаблон:Россия перший | 3.6 / 15.7       |
| Компенсація                    | 19 серпня 2010       | 13 млн руб.         | 13 серпня 2011      | Шаблон:Россия перший | 4.3 / 17.2       |
| Неадекватні люди               | 13 січня 2011        | 18 млн руб.         | 14 жовтня 2011      | Шаблон:Россия перший | немає даних      |
| Поцілунок крізь стіну          | 27 січня 2011        | 59 млн руб.         | 8 вересня 2011      | Шаблон:Россия ТНТ    | 2.9 / 9.9        |
| Мій хлопець - ангел            | 2 січня 2012         | 75 млн руб.         | 6 січня 2013        | Шаблон:Россия перший | 5.1 / 12.4       |
| Дед_005                        | 15 серпня 2013       | 3 млн руб.          | 7 грудня 2017       | Шаблон:Латвия 3+     | немає даних      |
| Вся наша надія                 | 22 лютого 2018       | 0,029 млн руб.      | -                   | -                    | -                |

## Серіали
| Назва серіалу       | дата випуску        | Канал                  | Жанр    |
| ------------------- | ------------------- | ---------------------- | ------- |
| Несподівана радість | 1 - 2 квітня 2006   | Шаблон:Россия ТВ Центр | комедія |
| Дед_005             | 15 - 17 серпня 2014 | Шаблон:Россия наше HD  | комедія |